# Intermarium
Międzymorze  foi o nome proposto por Józef Piłsudski para uma futura federação formada pela Polônia, Lituânia, Bielorrússia e Ucrânia. O nome de origem polonesa pode ser traduzido para o português como "entre mares", que por sua vez se originou do latim "intermarum" ou "intermarium". A pretensa federação teve como inspiração a República das Duas Nações, estendendo-se desde o Mar Báltico até o Mar Negro, que, do século XIV ao século XVIII, manteve unidos o Reino da Polônia e o Grão-Ducado da Lituânia (e mais tarde também incorporando a atual Bielorrússia e Ucrânia).

## Precedentes históricos

### A República das Duas Nações

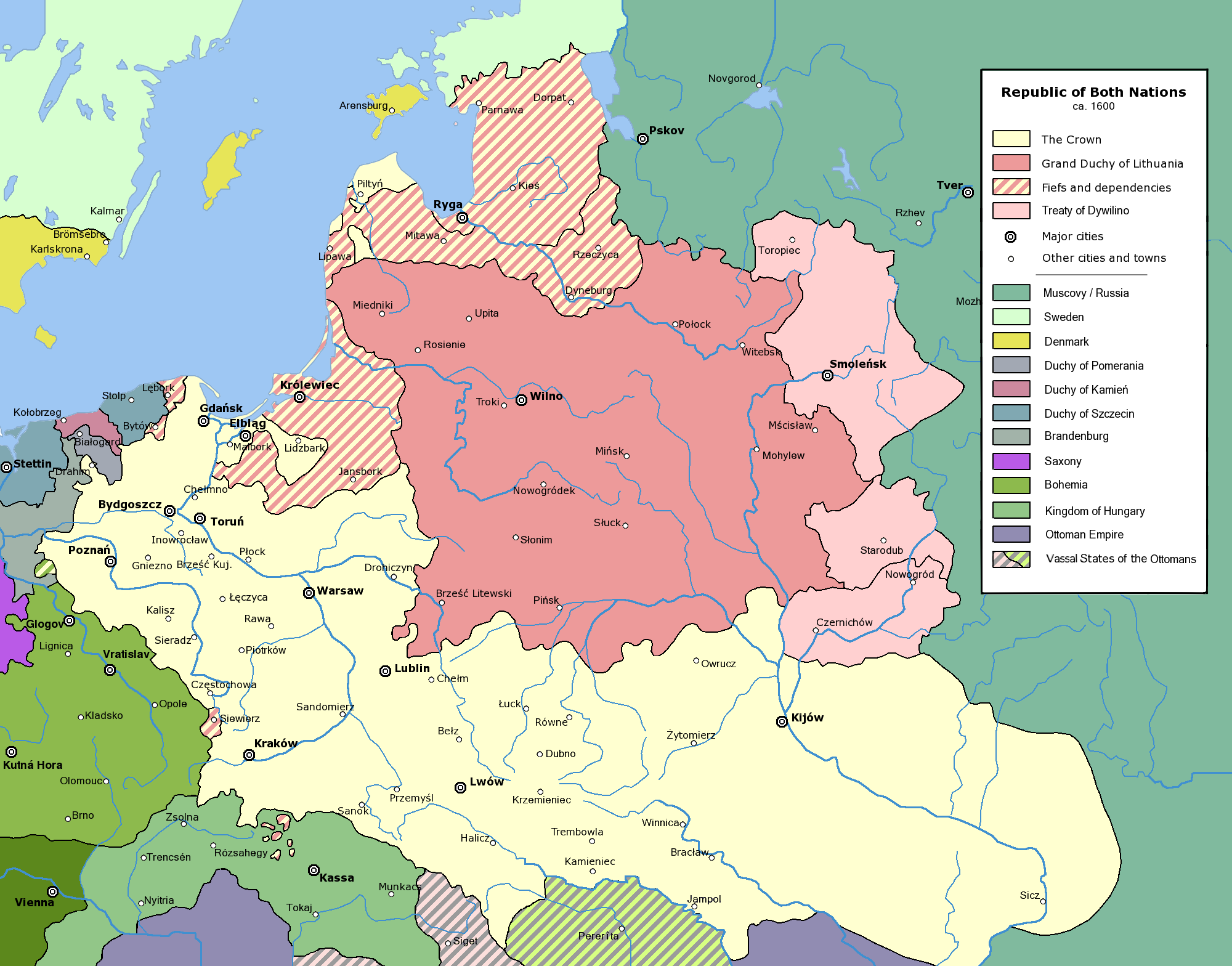
A República das Duas Nações em sua extensão maior.

A União polaco-lituana e a aliança militar ocorreram em resposta a ameaça mútua sofrida por esses dois povos exercida pela Ordem Teutônica. Foi oficializada pela união pessoal em 1385 da rainha polonesa Jadwiga com o Grão-duque lituano Jogaila, que se tornou o rei Władysław II Jagiełło da Polônia. Mais tarde em 1569 pela União de Lublin, os dois estados fundiram-se para formar a federação da República das Duas Nações (em polonês, Rzeczpospolita Obojga Narodów), que se manteve até o século XVII como o mais extenso país da Europa. Seus esforços combinados permitiram se defender da Ordem Teutônica, dos mongóis, dos russos, dos turcos e dos suecos, por quatro séculos até as partições da enfraquecida República das Duas Nações por seus vizinhos no século XVIII. Durante esse período surgiram propostas para a formação de uma Comunidade polaco-lituana-moscovita (união da República das Duas Nações com a Rússia moscovita) e de uma Comunidade polaco-lituana-ruteniana (união da República das Duas Nações com o Ducado da Rutênia) porém, essas duas possibilidades nunca foram implementadas.

### O plano do príncipe Adam Jerzy Czartoryski
Entre a Revolta de Novembro e a Revolta de Janeiro, em 1832-1861, a ideia de ressuscitar uma moderna República das Duas Nações foi defendida pelo príncipe Adam Jerzy Czartoryski, que estava no exílio morando no Hotel Lambert em Paris. Estadista visionário, velho amigo e confidente do Tsar da Rússia Alexandre I, Czartoryski atuava como um não-reconhecido ministro das relações exteriores de uma inexistente Polônia. Ele escreveu que, "Tendo estendido seus domínios ao sul e oeste, e sendo por causas naturais inacessível de norte a leste, a Rússia tornou-se uma fonte de constante ameaça para a Europa". Czartoryski também identificou uma futura ameaça por parte da Prússia e pediu a incorporação da Prússia Oriental a uma renascida Polônia. Porém, acima de tudo, ele aspirou reconstituir — com o apoio de franceses, britânicos e turcos — uma federada República das Duas Nações com os tchecos, eslovacos, húngaros, romenos e todos os eslavos sulistas da futura Iugoslávia. A Polônia, a seu ver, poderia ter mediado os conflitos entre a Hungria e os eslavos e entre a Hungria e a Romênia.
O plano de Czartoryski parecia estar perto de se realizar durante o período das revoluções nacionalistas em 1848-1849, mas naufragou pela falta de apoio ocidental, pela intransigência dos húngaros com relação aos tchecos, eslovacos e romenos e também pelo surgimento do nacionalismo alemão. Não obstante, seu empenho constituiu uma vital ligação entre o protótipo federativo jagiellano do século XVI e o programa federativo de Józef Piłsudski que teve continuidade após a Primeira Guerra Mundial.

## O conceito de Józef Piłsudski de "Międzymorze"
O objetivo estratégico de Józef Piłsudski era o de ressuscitar uma moderna forma da antiga República, enquanto trabalhava para a desintegração do Império Russo, e mais tarde da União Soviética, por intermédio de suas etnias constituintes. A realização dessas metas, que se aproximou um pouco, décadas depois, com a criação da União Europeia e com a dissolução da União Soviética em 1991, poderia ter transformado muito da Europa Central em uma "Terceira Europa" invulnerável para os históricos antagonistas da Polônia, Alemanha e Rússia.
O sonho de Piłsudski enfrentou oposição de todas as partes interessadas. Os soviéticos exerceram sua influência para anulá-lo. Os Aliados ocidentais temiam que uma Alemanha e Rússia enfraquecidas estariam incapazes de pagarem suas dívidas e obrigações de guerra e que o equilíbrio de forças europeu pudesse ser excessivamente alterado por ações coordenadas entre os países recém independentes. Os lituanos, ucranianos e outros povos que tinham sido convidados para se juntarem à federação, temiam qualquer compromisso que nutrisse algum sentimento de independência e estavam desencorajadas por uma série de guerras e conflitos de fronteiras surgidos após o final da Primeira Guerra Mundial por disputa de territórios de ambos os lados (a Guerra polaco-lituana, a Guerra polaco-ucraniana, e conflitos de fronteiras entre a Polônia e a Tchecoslováquia). Finalmente, muitos políticos poloneses como Roman Dmowski se opunham à ideia de uma federação multi-cultural, preferindo trabalhar ao invés no sentido de uma Polônia nacionalista e etnicamente pura.
Em decorrência da Guerra polaco-soviética, a intenção de Piłsudski de uma federação de países da Europa Central e Ocidental perdeu qualquer chance de realizar-se. Menos de duas décadas depois dele ter lançado a ideia e apenas quatro anos após sua morte, todos os países que haviam tão zelosamente cuidado de suas independências seriam mais uma vez engolidos por seus vizinhos, Alemanha e União Soviética.
Uma versão posterior do conceito foi tentada pelo ministro das relações exteriores polonês Józef Beck, um defensor das ideias de Piłsudski. Ele pressentiu uma união central europeia com a inclusão também da Tchecoslováquia, Hungria, Escandinávia, os países Bálticos, Itália, Romênia, Bulgária, Iugoslávia e Grécia: não só estendendo-se de oeste-leste do Mar Báltico ao Mar Negro, mas norte-sul do Oceano Ártico ao Mar Mediterrâneo. Tal união, abrangendo cerca de 150 milhões de europeus, com uma política externa comum, poderia ter sido uma força a ser considerada pela Alemanha nazista no oeste e a União Soviética no leste.

## Segunda Guerra Mundial e após
A ideia de uma "União Central Europeia" — como uma entidade geopoliticamente triangular  ancorada nos mares Báltico, Negro e Adriático — foi revivida pela governo polonês no exílio de Władysław Sikorski durante a Segunda Guerra Mundial. Um primeiro passo em direção a sua implementação — negociações entre os governantes poloneses e tchecos exilados com relação a uma futura união polaco-tcheca — resultou em uma hesitação tcheca e na indiferença ou hostilidade dos Aliados.
O conceito, mais recentemente desde a perda da hegemonia da soviética na Europa leste-central, tem sido defendido sob vários nomes inclusive "Intermarum" ou "Intermarium" (latim para "Międzymorze", "entre mares"). Uma versão da ideia imagina tal qual uma constituída da União Europeia; "Intermarum" poderia, é discutido, dar proteção aos seus estados membros contra a dominação dos ocidentais mais ricos, mais poderosos da União Europeia.